# إليك ويلكينسون
إليك ويلكينسون (بالإنجليزية: Alec Wilkinson)‏ هو صحفي أمريكي، ولد في 1952.